# Peste Noire
I Peste Noire, conosciuti anche come PN o KPN (che sta per Kommando Peste Noire) e precedentemente come Dor Daedeloth sono un gruppo musicale black metal francese fondato nel 2000 ad Avignone da La sale Famine de Valfunde, chitarrista, cantante e autore di tutte le canzoni (eccetto "La Césarienne" su Folkfuck folie (scritta da Neige) e molti interludi di tastiere su Ballade cuntre lo Anemi francor).

## Storia del gruppo

### Gli esordi (2001-2003)
I Peste Noire sono stati fondati da La sale Famine de Valfunde (traducibile come "La sporca carestia di Valfunde") come One Man Band, ma, dato che Famine non sapeva suonare la batteria, assunse Neige (polistrumentista francese diventato famoso negli Alcest, gruppo shoegaze / post-metal) come session drummer sui demo dei Peste Noire, che inizialmente si chiamavano Dor Daedeloth. Argoth, un bassista, ha suonato le linee di basso nei demo fino a "Mémoire Païenne". Famine (allora conosciuto come Aegnor o come Feu Cruel) partecipò al demo degli Alcest Tristesse Hivernale, scrivendo, tra l'altro, il riff portante di "La Forêt de Cristal". I Peste Noire hanno pubblicato altri tre demo chiamati rispettivamente ""Aryan Supremacy" (2001) (commercializzato come Dor Daedeloth), "Macabre Transcendance... e "Phalènes and Pestilence – Salvatrice averse" (2003) e uno split con Sombre Chemin nei primi quattro anni di carriera. Tutti i demo dei PN sono stati registrati e realizzati da Famine (con l'aiuto dei turnisti) e poi copiati uno per uno su cassette audio, come da tradizione black metal.

### Pubblicazione del primo album (2006)
Nel 2006, Famine assume due nuovi musicisti: Winterhalter alla batteria e Indria al basso (conosciuti poi come membri degli Alcest). Famine aveva cacciato Neige dalla band (che, in realtà, era un turnista) e la band era diventata un trio quando stava per pubblicare il primo album, La Sanie des siècles - Panégyrique de la dégénérescence, registrato e prodotto in agosto 2006 e pubblicato dalla piccola label francese "De Profundis éditions". La Sanie des siècles - Panégryque de la dégénérescence (che si traduce approssimativamente come "Le sanies dei secoli - Ode alla degenerazione". "Sanies", in inglese, quindi, in teoria, anche in italiano, vorrebbe dire "un sottile, verdastro e maleodorante scarico da una ferita, ulcera, ecc, contenente pus e sangue ", secondo il dizionario inglese Collins), è fondamentalmente una compilation di brani presenti nei precedenti demo, ma ri-registrati con la nuova Line-Up ai Rosenkrantz studios (dove hanno registrato dei loro dischi anche Abigail, Celestia e Mortifera). Neige ha contribuito alle voci su "Dueil Angoisseus". "Nous sommes fanés" (l'intro) e "Des médecins malades et des saints séquestrés", la bonus track dell'album, sono vecchie tracce demo (originali) i cui musicisti sono, logicamente, Famine (chitarre, basso e voce) e Neige (batteria).

## Caratteristiche
I Peste Noire sono esponenti di un black metal meno selvaggio e lineare rispetto alla norma, non meno scarno ma a tratti melodico e con scelte espressive più legate al "tappeto" sonoro che alla velocità di esecuzione, con l'intento di rappresentare in pieno l'idea di pestilenza medievale. Maggiore teatralità contraddistinguono gli ultimi album, dove è anche presente una vena folkloristica. I testi variano da proposizioni di composizioni originali con temi quali la disperazione, la morte e il nazionalismo, all'adoperamento di inni popolari francesi e poesie di autori francofoni moderni e medievali quali François Villon (Ballade cuntre les anemis de la France), Christine de Pizan (Dueil Angoisseus), Guillaume de Machaut (Amour ne m'amoit ne je li ), Charles Baudelaire (Le mort joyeux e Spleen), Paul Verlaine (Soleils couchants), Tristan Corbière (Paysage mauvais) e Robert Brasillach (Psaume IV). Il suono grezzo e l'effetto corrosivo del cantato in screaming è rafforzato da una registrazione di bassa qualità; scelta curiosa che si mantiene non solo nei primi demo ma anche nei full-length più recenti. Rispetto alla produzione, c'è anzi una "degenerazione" qualitativa voluta nel tempo, ad esempio tra gli album La Sanie des siècles (2006) e  Folkfuck folie (2007).

## Discografia

### Demo
- 2001 - Aryan Supremacy
- 2002 - Macabre Transcendance...
- 2003 - Phalènes et Pestilence - Salvatrice Averse

### Album in studio
- 2006 - La Sanie des siècles - Panégyrique de la dégénérescence
- 2007 - Folkfuck folie
- 2009 - Ballade cuntre lo Anemi francor
- 2011 - L'Ordure à l'état Pur
- 2013 - Peste Noire
- 2015 - La Chaise-Dyable
- 2018 - Peste Noire split Peste Noire
- 2021 - Le Retour des Pastoureaux

### Album dal vivo
- 2021 - Acoustic Live, Kiev

### EP
- 2007 - Lorraine Rehearsal
- 2023 - Antîoche - Livre I

### Raccolte
- 2007 - Mors Orbis Terrarum
- 2012 - Les Démos

### Split
- 2002 - Mémoire Païenne (Split con i Sombre Chemin)
- 2007 - Horna/Peste Noire (Split con gli Horna)
- 2014 - Rats des Villes VS Rats des Champs (Split con i Diapsiquir)

## Formazione

### Formazione attuale
- La sale Famine de Valfunde (ex Feu Cruel/Aegnor) - voce, chitarra, basso, testi, composizione, armonica
- Sainte Audrey-Yolande de la Molterge - voce pulita e soprano, piano, organo Hammond
- Ardraos - batteria, fisarmonica

### Ex componenti
- Argoth - basso
- Neige - voce, chitarra, basso, batteria
- Indria - basso
- Winterhalter - batteria
- Ragondin - basso
- Andy Julia - batteria
- Vicomte Chtedire de Kroumpadis - batteria